# Муезерский район
Муезе́рский райо́н — административно-территориальная единица (район) и муниципальное образование (муниципальный район) в составе Республики Карелия Российской Федерации.
Административный центр — посёлок городского типа Муезерский.
Муезерский район приравнен к районам Крайнего Севера.
Планируется преобразование района в муниципальный округ.

## География
Расположен в западной части средней Карелии вдоль границы с Финляндией. Является вторым по величине территории районом республики с низкой плотностью населения (0,01 чел/га).
Район граничит с севера с территорией муниципального образования г. Костомукша, Калевальского района; с востока — с Беломорским, Сегежским и Медвежьегорским районами; с юга — с Суоярвским районом; с запада по линии Государственной границы на протяжении 225 километров — с Финляндией.
Район пересекает Западно-Карельская возвышенность, которая является Беломорско-Балтийским водоразделом. Водораздельное положение района создаёт ему своеобразную природную специфику:
- рельеф района низкогорный, сильно пересеченный;
- на его территории находятся истоки многих рек и речек, включая такие крупные реки Карелии, как Суна и Чирка — Кемь;
- реки текут практически во всех направлениях и отличаются особой чистотой;
- район изобилует большими и малыми озёрами, также с очень чистой водой, и родниками;
- реки района изобилуют порогами, а озера богаты рыбой.

Выделяются четыре водно-озёрные системы:
- Чирко-Кемская, имеющая северо-восточное направление
- Онда-Ондозерская (восточное)
- Сунско-Гимольская — (юго-восточное)
- Лексозерско-Лендерская — юго-западное направление

На юге района расположена гора Воттоваара, высшая точка Западно-Карельской возвышенности — 417,1 м.

## Климат
Климат мягкий, умеренно континентальный. Средняя температура января −11.9 °C, июля +15.7 °C.

## История
Согласно Ореховецкому мирному договору 1323 года территории северной Карелии признавались принадлежащими Новгородской земле.
С XV века на территории района существовали два больших погоста — Ребольский и Ругозерский, которые входили в состав Лопских погостов Новгородской земли.
В 1470-е годы Новгородская республика была захвачена московским царем Иваном III, а её земли присоединены к Московскому княжеству.
В XIX веке Ребольский и Ругозерский погосты входили в состав Повенецкого уезда Олонецкой губернии.
В годы Второй советско-финской войны (1922) через Муезерский район прошел рейд Антикайнена.
В 1927 году на сегодняшней территории Муезерского района были образованы Ругозерский и Ребольский районы. В годы советской власти продажа карельского леса за границу стала одним из важнейших источников получения валюты. В 1929 году в Карелии было создано 18 леспромхозов, в том числе Ругозерский и Ребольский. К концу 1932 года в этих краях была завершена коллективизация, образованы колхозы.
В 1930-е в Ребольском районе были построены жилые дома, школа, больница. Строилась шоссейная дорога протяжённостью в 217 километров от Ребол до железнодорожной станции Кочкома. Со всеми сельскими Советами и большинством колхозов была установлена телефонная связь.
Зимой 1939—1940 годов территория приграничного Ребольского района стала зоной действий Советско-финской Зимней войны.
В годы Советско-финской войны 1941—1944 годов оба района оказались в зоне оккупации.
В годы войны были уничтожены деревни: Кимасозеро, Ногеус, Ледмозеро, Ондозеро, Андронова Гора, Старая Тикша, Унусозеро, Муезеро, Реболы. После войны возвратившиеся из эвакуации жители всё отстраивали заново. Уже в 1946 году возобновил заготовку леса Ругозерский леспромхоз, в 1954 году открылся Ребольский.
Строительство Западно-Карельской железной дороги связало Западную Карелию, в том числе и Муезерский район, с промышленными регионами страны. Начали создаваться новые лесозаготовительные предприятия: Суккозерский, Новолендерский, Воломский и Ледмозерский леспромхозы. На базе подсобного хозяйства Ругозерского ЛПХ был образован звероводческий совхоз «Ругозерский».
30 декабря 1966 года указом Президиума Верховного Совета РСФСР был образован Муезерский район.
Указом Президиума Верховного Совета Карельской АССР от 8 августа 1973 г. из Суоярвского района в Муезерский был передан Гимольский сельсовет.
21 октября 1998 года Министерством Региональной и Национальной политики Российской Федерации было зарегистрировано муниципальное образование Муезерский район.

## Население
| 1970    | 1979    | 1989    | 2002    | 2009    | 2010    | 2011    | 2012    | 2013    |
| ------- | ------- | ------- | ------- | ------- | ------- | ------- | ------- | ------- |
| 23 847  | ↘21 947 | ↘20 638 | ↘16 556 | ↘14 719 | ↘12 236 | ↘12 199 | ↘11 887 | ↘11 615 |
| 2014    | 2015    | 2016    | 2017    | 2018    | 2019    | 2020    | 2021    | 2023    |
| ↘11 214 | ↘10 847 | ↘10 535 | ↘10 278 | ↘10 064 | ↘9811   | ↘9457   | ↘8258   | ↘7903   |

Согласно прогнозу Минэкономразвития России, численность населения будет составлять:
- 2024 — 8,78 тыс. чел.
- 2035 — 6,32 тыс. чел.

### Урбанизация
В городских условиях (пгт Муезерский) проживают 31.72 % населения района.

### Национальный состав
По данным всероссийской переписи населения 2002 года численность русского населения составляла — 58 %, белорусов — 18 %, карелов — 13 %, украинцев — 4,4 %, представители других национальностей — 6,6 %.
По итогам переписи населения 2020 года проживали следующие национальности (национальности менее 0,1 % и другое, см. в сноске к строке «Другие»):
| Национальность | Численность, чел. | Доля     |
| -------------- | ----------------- | -------- |
| Русские        | 6153              | 74,51 %  |
| Белорусы       | 719               | 8,71 %   |
| Карелы         | 687               | 8,32 %   |
| Украинцы       | 184               | 2,23 %   |
| Финны          | 62                | 0,75 %   |
| Чуваши         | 53                | 0,64 %   |
| Поляки         | 36                | 0,44 %   |
| Литовцы        | 32                | 0,39 %   |
| Татары         | 20                | 0,24 %   |
| Молдаване      | 12                | 0,15 %   |
| Вепсы          | 12                | 0,15 %   |
| Узбеки         | 11                | 0,13 %   |
| Мордва         | 11                | 0,13 %   |
| Азербайджанцы  | 9                 | 0,11 %   |
| Другие         | 257               | 3,10 %   |
| Итого          | 8258              | 100,00 % |

## Административное деление
В Муезерский муниципальный район входят 8 муниципальных образований, в том числе 1 городское поселение и 7 сельских поселений:
| № | Муниципальное образование       | Административный центр | Количество населённых пунктов | Население (чел.) | Площадь (км²) |
| - | ------------------------------- | ---------------------- | ----------------------------- | ---------------- | ------------- |
| 1 | Муезерское городское поселение  | пгт Муезерский         | 1                             | ↘2507            | 1,75          |
| 2 | Воломское сельское поселение    | посёлок Волома         | 2                             | ↘614             | 1335,57       |
| 3 | Ледмозерское сельское поселение | посёлок Ледмозеро      | 3                             | ↘1692            | 3564,00       |
| 4 | Лендерское сельское поселение   | посёлок Лендеры        | 6                             | ↘954             | 3240,00       |
| 5 | Пенингское сельское поселение   | посёлок Пенинга        | 2                             | ↘248             | 1328,00       |
| 6 | Ребольское сельское поселение   | село Реболы            | 3                             | ↘490             | 3362,00       |
| 7 | Ругозерское сельское поселение  | село Ругозеро          | 2                             | ↘537             | 964,00        |
| 8 | Суккозерское сельское поселение | посёлок Суккозеро      | 4                             | ↘861             | 2132,00       |

## Населённые пункты
В Муезерском районе 24 населённых пункта.
| №  | Населённый пункт | Тип     | Население | Муниципальное образование       |
| -- | ---------------- | ------- | --------- | ------------------------------- |
| 1  | Волома           | посёлок | ↘961      | Воломское сельское поселение    |
| 2  | Гимолы           | посёлок | ↘190      | Суккозерское сельское поселение |
| 3  | Емельяновка      | деревня | ↗2        | Ребольское сельское поселение   |
| 4  | Кимасозеро       | деревня | ↘11       | Ледмозерское сельское поселение |
| 5  | Кимоваара        | посёлок | ↘64       | Лендерское сельское поселение   |
| 6  | Колвасозеро      | деревня | →0        | Ребольское сельское поселение   |
| 7  | Ледмозеро        | посёлок | ↘2046     | Ледмозерское сельское поселение |
| 8  | Лендеры          | посёлок | ↘168      | Лендерское сельское поселение   |
| 9  | Лендеры          | станция | ↘47       | Лендерское сельское поселение   |
| 10 | Лендеры-1        | посёлок | ↘988      | Лендерское сельское поселение   |
| 11 | Мотко            | посёлок | ↘114      | Лендерское сельское поселение   |
| 12 | Мотко            | станция | ↗1        | Лендерское сельское поселение   |
| 13 | Муезерский       | пгт     | ↘2507     | Муезерское городское поселение  |
| 14 | Ондозеро         | посёлок | ↘123      | Ругозерское сельское поселение  |
| 15 | Пенинга          | посёлок | ↘578      | Пенингское сельское поселение   |
| 16 | Пенинга          | станция | ↘11       | Пенингское сельское поселение   |
| 17 | Реболы           | село    | ↘842      | Ребольское сельское поселение   |
| 18 | Ругозеро         | село    | ↗717      | Ругозерское сельское поселение  |
| 19 | Северный         | посёлок | →3        | Ругозерское сельское поселение  |
| 20 | Сонозеро         | станция | ↘19       | Воломское сельское поселение    |
| 21 | Суккозеро        | посёлок | ↘1076     | Суккозерское сельское поселение |
| 22 | Суун             | станция | →0        | Суккозерское сельское поселение |
| 23 | Тикша            | посёлок | ↘374      | Ледмозерское сельское поселение |
| 24 | Тумба            | посёлок | ↘123      | Суккозерское сельское поселение |

## Местное самоуправление
Органы местного самоуправления Муезерского муниципального района:
- Совет — представительный орган
- председатель Совета — Глава района
- администрация — исполнительно-распорядительный орган
- ревизионная комиссия
- финансовое управление — финансовый орган

### Совет
Совет Муезерского муниципального района состоит из 16 депутатов. Совет образуется из Глав поселений и депутатов Советов поселений (один депутат от каждого поселения), входящих в состав Муезерского муниципального района. Срок полномочий Совета — 4 года. Глава поселения, входящего в состав Муезерского муниципального района, приобретает статус депутата Совета одновременно с приобретением им статуса главы поселения.
Порядок избрания председателя Совета определяется регламентом Совета.
Глава района избирается Советом тайным голосованием из своего состава сроком на 4 года и работает на постоянной основе. Кандидатуру на пост Главы района предлагают депутаты Совета.

### Администрация
Администрацией Муезерского муниципального района руководит глава администрации на принципах единоначалия. Глава администрации назначается на должность по контракту, заключаемому по результатам конкурса на срок 4 года. Глава администрации назначается на должность Советом из числа кандидатов, представленных конкурсной комиссией по результатам конкурса. Контракт с Главой администрации заключается Главой района. Глава администрации в своей деятельности подконтролен и подотчетен Совету.

## Экономика
Основу экономики района составляют заготовка и переработка древесины.
Лесная промышленность:
- ПАО Сегежа групп

## Транспорт
Общая протяжённость железнодорожных и автомобильных дорог на территории района составляет около 1730 км.
На границе с Финляндией функционирует таможенный пункт упрощённого пропуска «Инари».

## Здравоохранение
Муезерская участковая больница, 4 врачебных амбулатории, 5 фельдшерско-акушерских пунктов.

## Образование
В районе 11 средних школ, 3 основных и 1 начальная школа.

## Культура
В районе 7 фольклорных коллективов, Муезерский народный хор.

## Районная газета
Первый номер районной газеты «Авангард» (редактор Ю. П. Власов) вышел в свет 6 октября 1967 года. В 1995—2007 годах газета выходила под названием «Наше время». С февраля 2007 года выходит под названием «Муезерск-лес».

## Достопримечательности
На территории района 16 памятников историко-культурного наследия.